# Philaethria
Genre
Le genre Philaethria regroupe des papillons de la famille des Nymphalidae et de la sous-famille des Heliconiinae, et de la tribu des Heliconiini.

## Historique et dénomination
- Le genre Philaethria a été décrit par l'entomologiste Gustav Johan Billberg en 1820[1].
- L'espèce type pour le genre est Philaethria dido (Linnaeus, 1763)

### Synonymie
- Metamandana (Stichel 1908) [2]

## Taxinomie
Liste des espèces
- Philaethria andrei Brévignon, 2002; présent en Guyane française.
- Philaethria constantinoi Salazar, 1991; présent dans l'ouest de la Colombie.
- Philaethria diatonica (Fruhstorfer, 1912) présent au Honduras.
- Philaethria dido (Linnaeus, 1763) présent en Amérique centrale et dans le bassin amazonien.
  - Philaethria dido dido
  - Philaethria dido choconensis Constantino, 1999 ; dans l'ouest de la Colombie.
- Philaethria ostara (Röber, 1906) présent en Colombie.
- Philaethria pygmalion (Fruhstorfer, 1912) au Brésil (Para), en Colombie et en Guyane française
- Philaethria wernickei (Röber, 1906) au Brésil sur la côte atlantique, vers Santa Catarina.

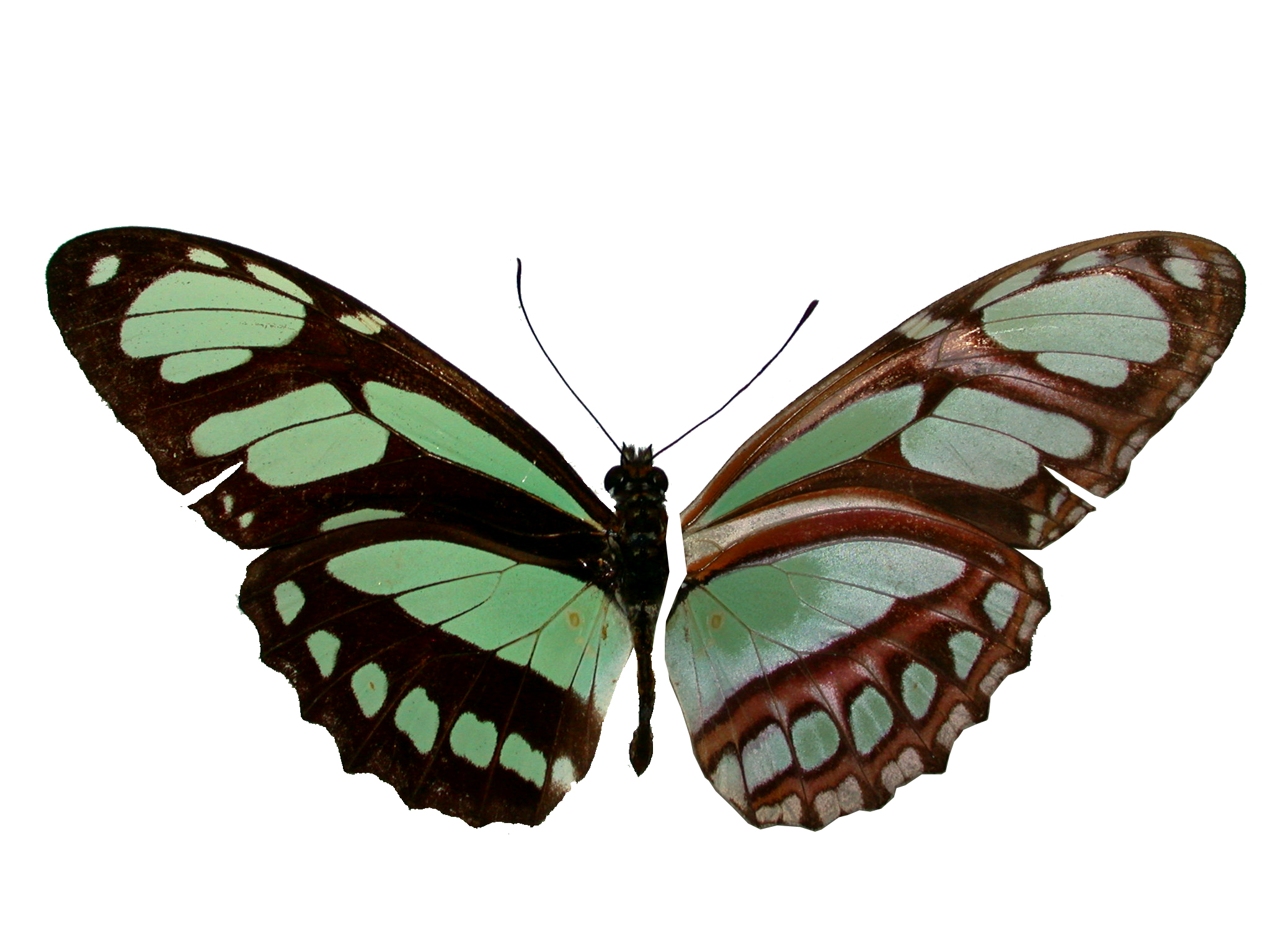
Philaethria dido
Philaethria pygmalion  - MHNT

### Source
- funet